# Milići
Milići (cirílico: Милићи) es una localidad y  municipio en la entidad República Srpska, Bosnia y Herzegovina. El municipio se creó con parte del municipio pre-guerra de Vlasenica. Administrativamente, pertenece a la región de Vlasenica.

## Geografía
El municipio se extiende sobre una superficie de 285 km² con altitudes que oscilan entre los 200 y los 1500 metros en la zona montañosa. La mayor parte del municipio disfruta de un clima continental. Tiene una baja densidad de población, excepto en el pueblo de Milići donde vive casi un tercio de la población total. Tiene abundantes recursos forestales, pastos, praderas y tierras cultivables. La economía se basa en la explotación y procesamiento de los recursos naturales. La población se dedica principalmente a la minería, la silvicultura y la industria. Este municipio fue creado tras la guerra de Bosnia con el pueblo y otras 54 aldeas que pertenecían antes a Vlasenica. 

## Demografía

### 1971
Total: 12.710 habitantes.

### 1981
Total: 14.117

### 1991
Total: 16.038
- Serbios - 7.931 (49,45%)
- Musulmanes (nacionalidad) - 7.805 (48,66%)
- Gitanos - 141 (0,87%)
- Yugoslavos - 68 (0,42%)
- Croatas - 7 (0,04%)
- Otros y desconocidos - 86 (0,53%)

### 1999
Total: 9.995 habitantes

## Localidades del municipio
Bačići, Bešići, Bijelo Polje, Bišina, Bukovica Donja, Bukovica Gornja, Buljevići, Derventa, Donje Vrsinje, Dubačko, Dubnica, Dukići, Đile, Đurđevići, Gerovi, Glušac, Golići, Gornje Vrsinje, Gunjaci, Jeremići, Kokanovići, Koprivno, Kostrača, Krajčinovići, Lukavica, Lukići, Maćesi, Milići, Mišići, Nova Kasaba, Nurići, Pavkovići, Podbirač, Podgora, Pomol, Rajići, Raševo, Raškovići, Ristijevići, Rovaši, Rupovo Brdo, Sebiočina, Skugrići, Supač, Štedra, Toljevići, Višnjica, Vitići, Vrtoče, Vukovići, Vukšići, Zabrđe, Zagrađe and Zaklopača